# Публий Корнелий Лентул Сципион (консул 24 г.)
Вижте пояснителната страница за други личности с името Публий Корнелий Сципион.
Публий Корнелий Лентул Сципион (на латински: Publius Cornelius Lentulus Scipio) е политик и сенатор на ранната Римска империя.

## Биография
Произлиза от клон Лентул на фамилията Корнелии и е син на Публий Корнелий Лентул Сципион (суфектконсул 2 г.).
През 15 г. Сципион e претор aerarii. От 21 до 23 г. служи като легат на Legio VIIII Hispana в провинция Африка. Там участва в боевете против Такфаринат. През 24 г. e суфектконсул. При Клавдий става през 41/42 г. проконсул на провинция Азия.
Корнелий се жени за най-красивата жена по нейното време Попея Сабина Старша, дъщеря на Гай Попей Сабин (консул 9 г. и управител на Мизия), от брака ѝ с Тит Олий майка на Попея Сабина, римска императрица и втора съпруга на император Нерон. Когато през 47 г. тя е замесена в афера, Сципион се изказва в Сената за нея дипломатично.
Корнелий е баща от различни жени на Публий Корнелий Лентул Сципион (консул 56 г.) и на Публий Корнелий Сципион Азиатик (суфектконсул 68 г.).